# Dietrich de Anhalt-Dessau
Dietrich de Anhalt-Dessau (Dessau, 2 de agosto de 1702 — Dessau, 2 de dezembro de 1769), foi um príncipe alemão da Casa de Ascânia e o último regente do principado de Anhalt-Dessau. Foi também um Generalfeldmarschall prussiano.
Dietrich foi o terceiro filho de Leopoldo I, Príncipe de Anhalt-Dessau, com sua esposa morganática Ana Luísa Föhse.

## Biografia

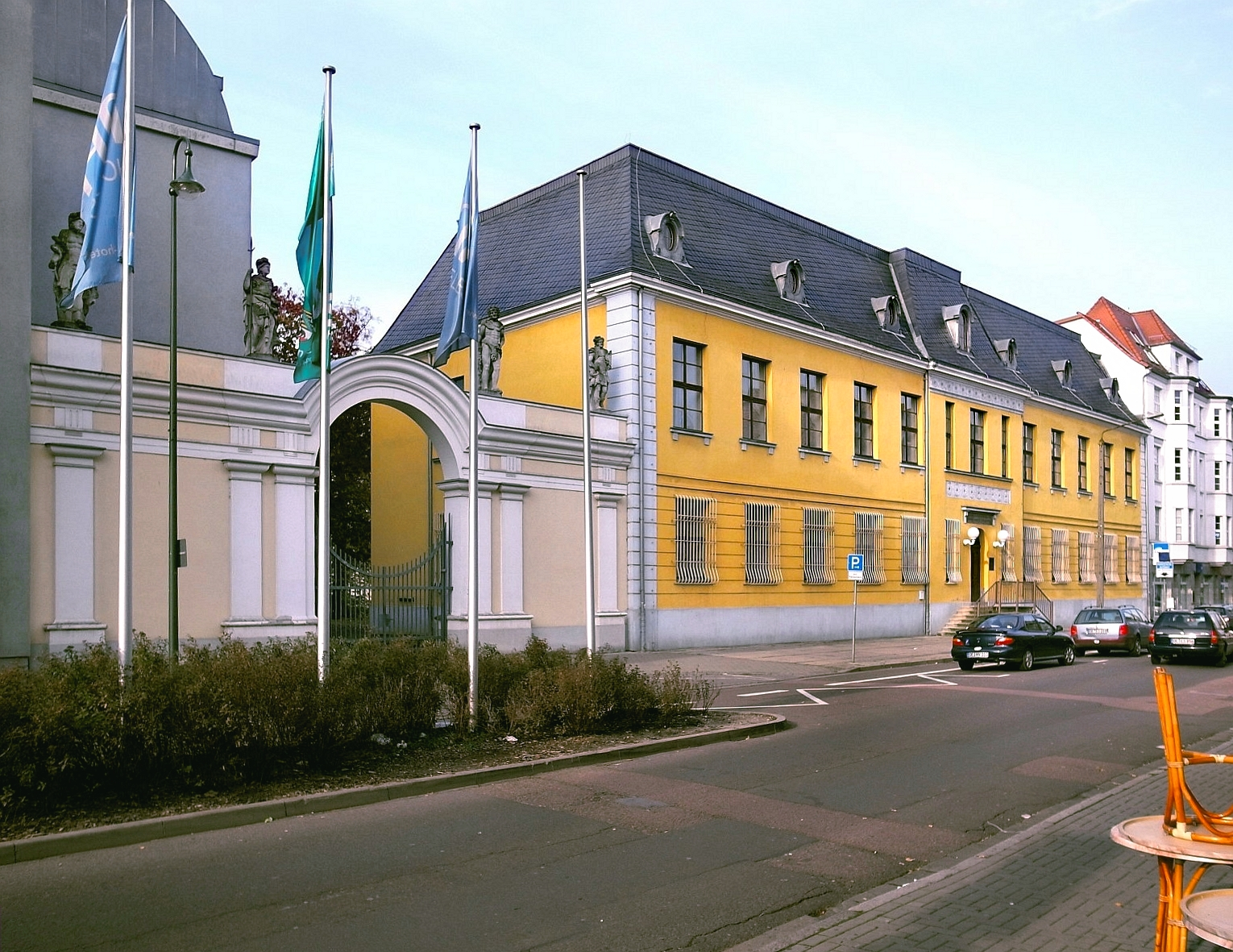
O Palácio Dietrich em Dessau.

A introdução de primogenitura em Anhalt-Dessau, em 1727, deixou Dietrich sem qualquer chance de tomar parte no governo de Dessau. Como seu irmão mais velho, o Príncipe hereditário Guilherme Gustavo, já havia morrido antes de seu pai, o seu segundo irmão, Leopoldo Maximiliano, herdou o título de príncipe e o governo. Após a morte deste último em 1751, a sucessão passou para seu filho de onze anos de idade Leopoldo Frederico Francisco. Dietrich atuou como regente de Anhalt-Dessau, em nome de seu sobrinho, até 1758, quando Leopoldo Frederico Francisco foi proclamado um adulto e assumiu o governo de seu principado.
Dietrich nunca se casou ou teve filhos. Mais tarde, seu palácio em Dessau foi utilizado por uma escola progressiva, Philanthropinum.